# Fruntișeni (gmina)
Fruntișeni – gmina w Rumunii, w okręgu Vaslui. Obejmuje miejscowości Fruntișeni i Grăjdeni. W 2011 roku liczyła 1795 mieszkańców.